# Jestem numerem cztery
Jestem numerem cztery (ang. I Am Number Four) – amerykański film science-fiction w reżyserii D.J. Caruso z 2011 roku. Fabuła produkcji oparta na powieści dla młodzieży Pittacusa Lore o tym samym tytule która m.in. zajęła czwarte miejsce na liście "Best Sellers: Children's Chapter Books" gazety The New York Times. W filmie występują m.in. Alex Pettyfer jako John Smith, Dianna Agron jako Sarah oraz Timothy Olyphant jako Henry.
Efekty specjalne użyte w filmie zostały opracowane przez studio Industrial Light & Magic.
Produkcja Michaela Baya i Stevena Spielberga jest pierwszym filmem wytwórni DreamWorks, którego dystrybutorem jest Touchstone Pictures. Umowa, która została zawarta między wytwórniami w 2010 roku, obejmować ma w sumie trzydzieści produkcji.

## Obsada
- Alex Pettyfer - John Smith / Numer cztery
- Dianna Agron - Sarah Hart
- Timothy Olyphant - Henry
- Teresa Palmer - Numer sześć
- Jake Abel - Mark
- Callan McAuliffe - Sam
- Kevin Durand
- Judith Hoag - Kim
- Beau Mirchoff - Drew
- Emily Wickersham - Nicole